# Core i5
Core i5 è il nome commerciale di una serie di microprocessori x64 sviluppati da Intel e immessi sul mercato ad ottobre 2009.
Con il lancio della nuova architettura Intel ha deciso di usare dei "differenziatori" per distinguere i modelli destinati alle varie fasce di mercato. Di conseguenza "Core" può riferirsi a processori che differiscono a seconda delle caratteristiche intrinseche di ciascun modello e quindi della fascia di mercato. Lo stesso nome commerciale viene utilizzato per indicare specifiche versioni diverse. Le CPU Core i5 si sono affiancate ai Core i7 e Core i7 Extreme presentati a novembre 2008, che sono state le prime incarnazioni della nuova architettura Nehalem, successiva alla Intel Core Microarchitecture, che hanno via via sostituito i Core 2 Duo, Core 2 Quad e Core 2 Extreme, proprio grazie al processore Core i5.

## Descrizione generale
La nuova architettura deriva in parte dalla "Core" dei predecessori, ma Intel ha comunque dichiarato che le innovazioni apportate sono talmente tante che è doveroso considerare il nuovo progetto un vero e proprio salto generazionale e non solo un affinamento.
Intel utilizza quindi il nome di Core i7 solo per i processori destinati alla fascia più alta del mercato, mentre per la fasce più basse vengono utilizzati altri nomi commerciali, tra cui Core i5, arrivato nel terzo trimestre 2009 per la fascia media, tra le prime CPU basate sulla nuova architettura a raggiungere grandi volumi di vendita, grazie soprattutto a costi d'acquisto più contenuti. Le CPU Core i5 sono destinate sia al settore desktop sia a quello mobile, ma i core sui quali si basano le rispettive versioni sono differenti; si tratta della stessa strategia già utilizzata in passato con i Core 2 Duo, che nella loro prima generazione si basavano sui core Conroe e Merom a seconda del settore di destinazione (rispettivamente desktop e mobile), seppur commercializzati con lo stesso marchio.
La peculiarità delle nuove CPU è la presenza, nelle versioni dual core, del sottosistema video integrato. È una caratteristica inedita nel panorama delle CPU per sistemi desktop e mobile ma, sebbene attesa inizialmente con i primi core a 45 nm Havendale e Auburndale, Intel ha deciso di annullare questi progetti preferendo un passaggio rapido alle soluzioni successive basate sul nuovo processo produttivo a 32 nm, conosciute come Clarkdale e Arrandale.

## Caratteristiche principali

### Innovazioni rispetto a Core 2 Quad
Anche se per il progetto della nuova architettura Intel si è fortemente ispirata alla precedente "Core" dei Core 2 Duo e Core 2 Quad, esistono molteplici differenze tra i nuovi processori e quelli di generazione precedente. Di seguito vengono riportate le principali; per l'approfondimento si rimanda alle voci principali, relative all'architettura (Nehalem) e ai processori da essa derivati.
- Nuovo socket (LGA 1156 per i core destinati al settore desktop e mPGA 989 per quelli destinati al settore mobile).
- Controller della memoria RAM integrato nel processore e non più nel Northbridge del chipset.
- Progetto a 4 core nativo, ovvero i 4 core vengono realizzati a Die Monolitico, e non unendo 2 die dual core in un unico package, come avviene nei precedenti processori a 4 core della casa (Core 2 Quad).
- Nuova incarnazione della tecnologia Hyper-Threading, ora chiamata Simultaneous Multi-Threading, in grado di mostrare al sistema operativo il doppio dei core "fisici" presenti nel sistema (solo per modelli con 2 core fisici; con 4 core nativi Hyper-Threading non è disponibile).
- Nuova gerarchia della cache, ora a 3 livelli.
- Presenza, nei modelli dual core, del sottosistema video integrato.
- Necessità di un nuovo chipset, appartenente alla famiglia Ibex Peak.

### Differenze principali col Core i7
Essendo basati sulla stessa architettura, Core i5 e Core i7 sono molto simili nelle caratteristiche tecniche; ad ogni modo esistono alcune differenze sostanziali che determinano anche la diversa fascia di prezzo delle nuove soluzioni:
- Il socket utilizzato per i Core i5 è l'LGA 1156 o mPGA 989 (per il settore mobile), incompatibile con il LGA 1366 (conosciuto anche come Socket B) utilizzato dai modelli di fascia più alta della gamma Core i7 (esistono anche Core i7 basati sui socket tipici del Core i5, ma sono versioni di fascia più bassa rispetto a quelle basate su LGA 1366).
- Il controller della memoria RAM integrato è a 2 canali nel Core i5, contro i 3 canali del Core i7 (sempre di fascia più alta).
- Assenza nel Core i5 del nuovo bus seriale Intel QuickPath Interconnect (QPI), utilizzato nel Core i7 in sostituzione del precedente BUS Quad Pumped originariamente introdotto con le CPU Pentium 4 e l'architettura NetBurst.
- Le varianti dual core di Core i5 avranno il sottosistema video integrato, caratteristica disponibile anche nella gamma Core i7. Tuttavia alcuni modelli sia di i5 che di i7, sono privi del chip grafico integrato e ciò rende obbligatorio l'uso di una scheda video dedicata.[I Core i7 hanno anche la GPU integrata]
- Il chipset per il Core i5 deve appartenere alla famiglia Ibex Peak (realizzato in un unico chip) e non può essere utilizzato uno della famiglia Tylersburg destinato al Core i7 (realizzato ancora con doppio chip).

## Tipologie

### Sandy Bridge
Viene così chiamata la nuova gamma di processori Intel Core, sviluppata dall'azienda nel 2011. Sono stati migliorati il "Turbo Boost" e la memoria cache, oltre a sviluppare nuovi loghi per differenziare i processori di seconda generazione da quelli della prima.

### Ivy Bridge
È la versione dell'architettura sandy bridge presentata ad aprile 2012 con due principali differenze rispetto al predecessore: processo produttivo a 22 nm con gli innovativi transistor trigate e la GPU integrata HD 4000. Le prestazioni dovrebbero crescere di circa l'8% a parità di clock. I primi test hanno evidenziato una leggera difficoltà nel dissipare il calore in modo efficiente durante l'overclocking.

## Classificazione

### Settore desktop

#### Lynnfield
Il core Lynnfield è il processore che porterà l'architettura Nehalem al grande pubblico, in quanto commercializzato anche in versioni economiche con il marchio Core i5, sempre per il settore desktop ma di fascia media, a partire dal terzo trimestre 2009. Le versioni più evolute mantengono il nome commerciale di Core i7 e a differenza del core Bloomfield, utilizzano un socket diverso e integrano il supporto diretto allo standard di interconnessione PCI Express per la gestione delle schede video; per contro, manca il nuovo BUS seriale QPI e il supporto per la memoria RAM è a 2 soli canali.

#### Clarkdale
Il primo processore ad essere dotato del sottosistema video integrato e destinato al settore desktop sarà Clarkdale, atteso tra la fine del 2009 e l'inizio del 2010. Ha preso il posto del progetto Havendale che doveva essere realizzato a 45 nm, in quanto Intel a inizio 2009 ha dichiarato l'intenzione di saltare questo passo intermedio e di presentare direttamente il progetto Clarkdale, basato però sul nuovo processo produttivo a 32 nm. Sarà un processore a dual core costruito quindi a 32 nm e dotato del controller per la memoria RAM a doppio canale; la dotazione di cache L3 arriverà fino a 4 MB e il comparto video verrà realizzato ancora a 45 nm.

### Settore mobile

#### Clarksfield
Il core Clarksfield è il primo processore ad essere basato sulla nuova architettura ad essere pensato per il settore mobile. Le sue caratteristiche sono molto simili a quelle della controparte desktop Lynnfield, eccetto per il clock massimo e il consumo complessivo, decisamente più ridotti, dato l'ambito applicativo.

#### Arrandale
Il primo processore ad essere dotato del sottosistema video integrato e destinato al settore mobile è stato Arrandale, uscito all'inizio del 2009. Ha preso il posto del progetto Auburndale che doveva essere realizzato a 45 nm; Intel a inizio 2009 ha deciso di saltare questo passo intermedio dello sviluppo e di presentare direttamente il progetto Arrandale, basato sul nuovo processo produttivo a 32 nm. È un processore a dual core costruito a 32 nm e dotato di controller per la memoria RAM a doppio canale; la dotazione di cache L3 arriva fino a 4 MB e il comparto video è realizzato ancora a 45 nm.

## Modelli
La tabella seguente mostra i modelli di Core i5 arrivati sul mercato. Molti di questi condividono caratteristiche comuni pur essendo basati su diversi core; per questo motivo, allo scopo di rendere maggiormente evidente tali affinità e "alleggerire" la visualizzazione alcune colonne mostrano un valore comune a più righe. Di seguito anche una legenda dei termini (alcuni abbreviati) usati per l'intestazione delle colonne:
- Nome Comm.: sta per "nome commerciale" e si intende il nome con cui è stato immesso in commercio quel particolare esemplare.
- Data: si intende la data di immissione sul mercato di quel particolare esemplare.
- Socket: lo zoccolo della scheda madre in cui viene inserito il processore. In questo caso il numero rappresenta oltre al nome anche il numero dei pin di contatto.
- N°C.: sta per "numero di core" e si intende il numero di core montati sul package: 1 se "single core", 2 se "dual core", 4 se "quad core", ecc.
- Clock: la frequenza di funzionamento del processore.
- Molt.: sta per "Moltiplicatore" ovvero il fattore di moltiplicazione per il quale bisogna moltiplicare la frequenza di bus per ottenere la frequenza del processore.
- Pr.Prod.: sta per "Processo produttivo" e indica tipicamente la dimensione dei gate dei transistors (180 nm, 130 nm, 90 nm) e il numero di transistor integrati nel processore espresso in milioni.
- Voltag.: sta per "Voltaggio" e indica la tensione di alimentazione del processore.
- Watt: si intende il consumo massimo di quel particolare esemplare.
- Ram: indica la presenza del controller per la memoria RAM integrato nel processore, il numero di canali supportati e la frequenza massima.
- Bus: frequenza del BUS interno alla CPU.
- QPI: velocità del BUS seriale introdotto da Intel con l'architettura Nehalem e che mette in comunicazioni i processori tra loro e con il chipset. La sua velocità viene indicata in GT/s invece che in MHz.
- PCI: indica la presenza del controller PCI Express 2.0 per la gestione delle schede video discrete e il numero di linee per ogni slot.
- Cache: dimensione delle cache di 1º e 2º livello.
- GPU: modello di processore grafico integrato.
- XD: sta per "XD-bit" e indica l'implementazione della tecnologia di sicurezza che evita l'esecuzione di codice malevolo sul computer.
- 64: sta per "EM64T" e indica l'implementazione della tecnologia a 64 bit di Intel.
- HT: sta per "Hyper-Threading" e indica l'implementazione della esclusiva tecnologia Intel che consente al sistema operativo di vedere 2 core "logici" per ogni core "fisico".
- ST: sta per "SpeedStep Technology" ovvero la tecnologia di risparmio energetico sviluppata da Intel e inserita negli ultimi Pentium 4 Prescott serie 6xx per contenere il consumo massimo.
- TM: sta per "Turbo Mode" ovvero la tecnologia che aumenta il clock dei soli core utilizzati in modo da velocizzare l'elaborazione di quelle particolari applicazioni che non sono in grado di sfruttare adeguatamente un processore multi core.
- VT: sta per "Vanderpool Technology", la tecnologia di virtualizzazione che rende possibile l'esecuzione simultanea di più sistemi operativi differenti contemporaneamente.
- Core: si intende il nome in codice del progetto alla base di quel particolare esemplare.

| Settore Desktop           | Settore Desktop  | Settore Desktop    | Settore Desktop | Settore Desktop       | Settore Desktop | Settore Desktop | Settore Desktop | Settore Desktop | Settore Desktop | Settore Desktop | Settore Desktop | Settore Desktop      | Settore Desktop             | Settore Desktop  | Settore Desktop | Settore Desktop | Settore Desktop | Settore Desktop | Settore Desktop | Settore Desktop | Settore Desktop |
| Nome Comm.                | Data             | Socket             | N°C.            | Clock                 | Molt.           | Pr.Prod.        | Voltag.         | Watt            | Ram             | Bus             | QPI             | PCI                  | Cache                       | GPU              | XD              | 64              | HT              | ST              | TM              | VT              | Core            |
| ------------------------- | ---------------- | ------------------ | --------------- | --------------------- | --------------- | --------------- | --------------- | --------------- | --------------- | --------------- | --------------- | -------------------- | --------------------------- | ---------------- | --------------- | --------------- | --------------- | --------------- | --------------- | --------------- | --------------- |
| Core i5-650               | Gennaio 2010     | 1156               | 2               | 3,2 GHz (3,46 GHz)    | 24x             | 32 nm 81 mil.   | 1,4 V           | 73 W            | 2-DDR3 1333     | 133 MHz         | 2,5 GT/s        | 1x16, 2x8            | L1=2x64KB L2=2x256KB L3=4MB | HD Graphics      | Sì              | Sì              | Si              | Sì              | Sì              | Sì              | Clarkdale       |
| Core i5-655K              | Maggio 2010      | 1156               | 2               | 3,2 GHz (3,46 GHz)    | 24x             | 32 nm 81 mil.   | 1,4 V           | 73 W            | 2-DDR3 1333     | 133 MHz         | 2,5 GT/s        | 1x16, 2x8            | L1=2x64KB L2=2x256KB L3=4MB | HD Graphics      | Sì              | Sì              | Si              | Sì              | Sì              | Sì              | Clarkdale       |
| Core i5-660               | Gennaio 2010     | 1156               | 2               | 3,33 GHz (3,6 GHz)    | 25x             | 32 nm 81 mil.   | 1,4 V           | 73 W            | 2-DDR3 1333     | 133 MHz         | 2,5 GT/s        | 1x16, 2x8            | L1=2x64KB L2=2x256KB L3=4MB | HD Graphics      | Sì              | Sì              | Si              | Sì              | Sì              | Sì              | Clarkdale       |
| Core i5-661               | Gennaio 2010     | 1156               | 2               | 3,33 GHz (3,6 GHz)    | 25x             | 32 nm 81 mil.   | 1,4 V           | 87 W            | 2-DDR3 1333     | 133 MHz         | 2,5 GT/s        | 1x16, 2x8            | L1=2x64KB L2=2x256KB L3=4MB | HD Graphics      | Sì              | Sì              | Si              | Sì              | Sì              | Sì              | Clarkdale       |
| Core i5-670               | Gennaio 2010     | 1156               | 2               | 3,47 GHz (3,73 GHz)   | 26x             | 32 nm 81 mil.   | 1,4 V           | 73 W            | 2-DDR3 1333     | 133 MHz         | 2,5 GT/s        | 1x16, 2x8            | L1=2x64KB L2=2x256KB L3=4MB | HD Graphics      | Sì              | Sì              | Si              | Sì              | Sì              | Sì              | Clarkdale       |
| Core i5-680               | Aprile 2010      | 1156               | 2               | 3,6 GHz (3,87 GHz)    | 27x             | 32 nm 81 mil.   | 1,4 V           | 73 W            | 2-DDR3 1333     | 133 MHz         | 2,5 GT/s        | 1x16, 2x8            | L1=2x64KB L2=2x256KB L3=4MB | HD Graphics      | Sì              | Sì              | Si              | Sì              | Sì              | Sì              | Clarkdale       |
| Core i5-750               | 8 settembre 2009 | 1156               | 4               | 2,66 GHz (3,2 GHz)    | 20x             | 45 nm 774 mil.  | 1,4 V           | 95 W            | 2-DDR3 1333     | 133 MHz         | 2,5 GT/s        | ?                    | L1=4x64KB L2=4x256KB L3=8MB | No               | Sì              | Sì              | No              | Sì              | Sì              | Sì              | Lynnfield       |
| Core i5-760               | Luglio 2010      | 1156               | 4               | 2,8 GHz (3,33 GHz)    | 21x             | 45 nm 774 mil.  | 1,4 V           | 95 W            | 2-DDR3 1333     | 133 MHz         | 2,5 GT/s        | ?                    | L1=4x64KB L2=4x256KB L3=8MB | No               | Sì              | Sì              | No              | Sì              | Sì              | Sì              | Lynnfield       |
| Core i5-750S              | Gennaio 2010     | 1156               | 4               | 2,4 GHz (3,2 GHz)     | 18x             | 45 nm 774 mil.  | 1,4 V           | 82 W            | 2-DDR3 1333     | 133 MHz         | 2,5 GT/s        | ?                    | L1=4x64KB L2=4x256KB L3=8MB | No               | Sì              | Sì              | No              | Sì              | Sì              | Sì              | Lynnfield       |
| Core i5-2300              | Gennaio 2011     | 1155               | 4               | 2,8 GHz (3,1 GHz)     | 28x             | 32 nm 216 mil.  | 1,57 V          | 95 W            | 2-DDR3 1333     | 100 MHz         | 5 GT/s          | ?                    | L1=4x80KB L2=4x256KB L3=6MB | HD Graphics 2000 | Sì              | Sì              | No              | Sì              | Sì              | Sì              | Sandy Bridge    |
| Core i5-2310              | Maggio 2011      | 1155               | 4               | 2,9 GHz (3,2 GHz)     | 29x             | 32 nm 216 mil.  | 1,17 V          | 95 W            | 2-DDR3 1333     | 100 MHz         | 5 GT/s          | ?                    | L1=4x80KB L2=4x256KB L3=6MB | HD Graphics 2000 | Sì              | Sì              | No              | Sì              | Sì              | Sì              | Sandy Bridge    |
| Core i5-2320              | Settembre 2011   | 1155               | 4               | 3,0 GHz (3,3 GHz)     | 30x             | 32 nm 216 mil.  | 1,57 V          | 95 W            | 2-DDR3 1333     | 100 MHz         | 5 GT/s          | ?                    | L1=4x80KB L2=4x256KB L3=6MB | HD Graphics 2000 | Sì              | Sì              | No              | Sì              | Sì              | Sì              | Sandy Bridge    |
| Core i5-2380P             | Gennaio 2012     | 1155               | 4               | 3,1 GHz (3,4 GHz)     | 31x             | 32 nm 216 mil.  | 1,57 V          | 95 W            | 2-DDR3 1333     | 100 MHz         | 5 GT/s          | ?                    | L1=4x80KB L2=4x256KB L3=6MB | No               | Sì              | Sì              | No              | Sì              | Sì              | Sì              | Sandy Bridge    |
| Core i5-2390T             | Febbraio 2011    | 1155               | 2               | 2,7 GHz (3,5 GHz)     | 27x             | 32 nm 216 mil.  | 1,57 V          | 35 W            | 2-DDR3 1333     | 100 MHz         | 5 GT/s          | ?                    | L1=2x80KB L2=2x256KB L3=3MB | HD Graphics 2000 | Sì              | Sì              | Sì              | Sì              | Sì              | Sì              | Sandy Bridge    |
| Core i5-2400              | Gennaio 2011     | 1155               | 4               | 3,1 GHz (3,4 GHz)     | 31x             | 32 nm 216 mil.  | 1,57 V          | 95 W            | 2-DDR3 1333     | 100 MHz         | 5 GT/s          | ?                    | L1=4x80KB L2=4x256KB L3=6MB | HD Graphics 2000 | Sì              | Sì              | No              | Sì              | Sì              | Sì              | Sandy Bridge    |
| Core i5-2400S             | Gennaio 2011     | 1155               | 4               | 2,5 GHz (3,3 GHz)     | 25x             | 32 nm 216 mil.  | 1,57 V          | 65 W            | 2-DDR3 1333     | 100 MHz         | 5 GT/s          | ?                    | L1=4x80KB L2=4x256KB L3=6MB | HD Graphics 2000 | Sì              | Sì              | No              | Sì              | Sì              | Sì              | Sandy Bridge    |
| Core i5-2405S             | Maggio 2011      | 1155               | 4               | 2,5 GHz (3,3 GHz)     | 25x             | 32 nm 216 mil.  | 1,57 V          | 65 W            | 2-DDR3 1333     | 100 MHz         | 5 GT/s          | ?                    | L1=4x80KB L2=4x256KB L3=6MB | HD Graphics 2000 | Sì              | Sì              | No              | Sì              | Sì              | Sì              | Sandy Bridge    |
| Core i5-2450P             | Gennaio 2012     | 1155               | 4               | 3,2 GHz (3,5 GHz)     | 32x             | 32 nm 216 mil.  | 1,57 V          | 95 W            | 2-DDR3 1333     | 100 MHz         | 5 GT/s          | ?                    | L1=4x80KB L2=4x256KB L3=6MB | No               | Sì              | Sì              | No              | Sì              | Sì              | Sì              | Sandy Bridge    |
| Core i5-2500              | Gennaio 2011     | 1155               | 4               | 3,3 GHz (3,7 GHz)     | 33x             | 32 nm 216 mil.  | 1,57 V          | 95 W            | 2-DDR3 1333     | 100 MHz         | 5 GT/s          | ?                    | L1=4x80KB L2=4x256KB L3=6MB | HD Graphics 2000 | Sì              | Sì              | No              | Sì              | Sì              | Sì              | Sandy Bridge    |
| Core i5-2500K             | Gennaio 2011     | 1155               | 4               | 3,3 GHz (3,7 GHz)     | 33x             | 32 nm 216 mil.  | 1,57 V          | 65 W            | 2-DDR3 1333     | 100 MHz         | 5 GT/s          | ?                    | L1=4x80KB L2=4x256KB L3=6MB | HD Graphics 3000 | Sì              | Sì              | No              | Sì              | Sì              | Sì              | Sandy Bridge    |
| Core i5-2500S             | Gennaio 2011     | 1155               | 4               | 2,7 GHz (3,7 GHz)     | 27x             | 32 nm 216 mil.  | 1,57 V          | 65 W            | 2-DDR3 1333     | 100 MHz         | 5 GT/s          | ?                    | L1=4x80KB L2=4x256KB L3=6MB | HD Graphics 2000 | Sì              | Sì              | No              | Sì              | Sì              | Sì              | Sandy Bridge    |
| Core i5-2500T             | Gennaio 2011     | 1155               | 4               | 2,3 GHz (3,3 GHz)     | 23x             | 32 nm 216 mil.  | 1,57 V          | 45 W            | 2-DDR3 1333     | 100 MHz         | 5 GT/s          | ?                    | L1=4x80KB L2=4x256KB L3=6MB | HD Graphics 2000 | Sì              | Sì              | No              | Sì              | Sì              | Sì              | Sandy Bridge    |
| Core i5-2550K             | Gennaio 2011     | 1155               | 4               | 3,4 GHz (3,8 GHz)     | 34x             | 32 nm 216 mil.  | 1,57 V          | 95 W            | 2-DDR3 1333     | 100 MHz         | 5 GT/s          | ?                    | L1=4x80KB L2=4x256KB L3=6MB | No               | Sì              | Sì              | No              | Sì              | Sì              | Sì              | Sandy Bridge    |
| Core i5-3330S             | Settembre 2012   | 1155               | 4               | 2,7 GHz (3,2 GHz)     | 27x             | 22 nm 1.4 bil.  | ? V             | 65 W            | 2-DDR3 1600     | 100 MHz         | 5 GT/s          | 1x16, 2x8, 1x8 + 2x4 | L1=4x80KB L2=4x256KB L3=6MB | HD Graphics 2500 | Sì              | Sì              | No              | Sì              | Sì              | Sì              | Ivy Bridge      |
| Core i5-3330              | Settembre 2012   | 1155               | 4               | 3 GHz (3,2 GHz)       | 30x             | 22 nm 1.4 bil.  | ? V             | 77 W            | 2-DDR3 1600     | 100 MHz         | 5 GT/s          | 1x16, 2x8, 1x8 + 2x4 | L1=4x80KB L2=4x256KB L3=6MB | HD Graphics 2500 | Sì              | Sì              | No              | Sì              | Sì              | Sì              | Ivy Bridge      |
| Core i5-3335S             | Settembre 2012   | 1155               | 4               | 2.7 GHz (3,2 GHz)     | 27x             | 22 nm 1.4 bil.  | ? V             | 65 W            | 2-DDR3 1600     | 100 MHz         | 5 GT/s          | 1x16, 2x8, 1x8 + 2x4 | L1=4x80KB L2=4x256KB L3=6MB | HD Graphics 4000 | Sì              | Sì              | No              | Sì              | Sì              | Sì              | Ivy Bridge      |
| Core i5-3340S             | Settembre 2013   | 1155               | 4               | 2.8 GHz (3,3 GHz)     | 28x             | 22 nm 1.4 bil.  | ? V             | 65 W            | 2-DDR3 1600     | 100 MHz         | 5 GT/s          | 1x16, 2x8, 1x8 + 2x4 | L1=4x80KB L2=4x256KB L3=6MB | HD Graphics 2500 | Sì              | Sì              | No              | Sì              | Sì              | Sì              | Ivy Bridge      |
| Core i5-3340              | Settembre 2013   | 1155               | 4               | 3.1 GHz (3,3 GHz)     | 31x             | 22 nm 1.4 bil.  | ? V             | 77 W            | 2-DDR3 1600     | 100 MHz         | 5 GT/s          | 1x16, 2x8, 1x8 + 2x4 | L1=4x80KB L2=4x256KB L3=6MB | HD Graphics 2500 | Sì              | Sì              | No              | Sì              | Sì              | Sì              | Ivy Bridge      |
| Core i5-3450P             | Aprile 2012      | 1155               | 4               | 3.1 GHz (3,3 GHz)     | 31x             | 22 nm 1.4 bil.  | ? V             | 69 W            | 2-DDR3 1600     | 100 MHz         | 5 GT/s          | 1x16, 2x8, 1x8 + 2x4 | L1=4x80KB L2=4x256KB L3=6MB | No               | Sì              | Sì              | No              | Sì              | Sì              | Sì              | Ivy Bridge      |
| Core i5-3450S             | Aprile 2012      | 1155               | 4               | 2.8 GHz (3,5 GHz)     | 28x             | 22 nm 1.4 bil.  | ? V             | 65 W            | 2-DDR3 1600     | 100 MHz         | 5 GT/s          | 1x16, 2x8, 1x8 + 2x4 | L1=4x80KB L2=4x256KB L3=6MB | HD Graphics 2500 | Sì              | Sì              | No              | Sì              | Sì              | Sì              | Ivy Bridge      |
| Core i5-3450              | Aprile 2012      | 1155               | 4               | 3.1 GHz (3,5 GHz)     | 31x             | 22 nm 1.4 bil.  | ? V             | 77 W            | 2-DDR3 1600     | 100 MHz         | 5 GT/s          | 1x16, 2x8, 1x8 + 2x4 | L1=4x80KB L2=4x256KB L3=6MB | HD Graphics 2500 | Sì              | Sì              | No              | Sì              | Sì              | Sì              | Ivy Bridge      |
| Core i5-3470T             | Giugno 2012      | 1155               | 2               | 2.9 GHz (3,6 GHz)     | 29x             | 22 nm 1.4 bil.  | ? V             | 35 W            | 2-DDR3 1600     | 100 MHz         | 5 GT/s          | 1x16, 2x8, 1x8 + 2x4 | L1=2x80KB L2=2x256KB L3=3MB | HD Graphics 2500 | Sì              | Sì              | Sì              | Sì              | Sì              | Sì              | Ivy Bridge      |
| Core i5-3470S             | Giugno 2012      | 1155               | 4               | 2.9 GHz (3,6 GHz)     | 29x             | 22 nm 1.4 bil.  | ? V             | 65 W            | 2-DDR3 1600     | 100 MHz         | 5 GT/s          | 1x16, 2x8, 1x8 + 2x4 | L1=4x80KB L2=4x256KB L3=6MB | HD Graphics 2500 | Sì              | Sì              | No              | Sì              | Sì              | Sì              | Ivy Bridge      |
| Core i5-3470              | Giugno 2012      | 1155               | 4               | 3.2 GHz (3,6 GHz)     | 32x             | 22 nm 1.4 bil.  | ? V             | 77 W            | 2-DDR3 1600     | 100 MHz         | 5 GT/s          | 1x16, 2x8, 1x8 + 2x4 | L1=4x80KB L2=4x256KB L3=6MB | HD Graphics 2500 | Sì              | Sì              | No              | Sì              | Sì              | Sì              | Ivy Bridge      |
| Core i5-3475S             | Giugno 2012      | 1155               | 4               | 2.9 GHz (3,6 GHz)     | 29x             | 22 nm 1.4 bil.  | ? V             | 65 W            | 2-DDR3 1600     | 100 MHz         | 5 GT/s          | 1x16, 2x8, 1x8 + 2x4 | L1=4x80KB L2=4x256KB L3=6MB | HD Graphics 4000 | Sì              | Sì              | No              | Sì              | Sì              | Sì              | Ivy Bridge      |
| Core i5-3550S             | Aprile 2012      | 1155               | 4               | 3 GHz (3,7 GHz)       | 30x             | 22 nm 1.4 bil.  | ? V             | 65 W            | 2-DDR3 1600     | 100 MHz         | 5 GT/s          | 1x16, 2x8, 1x8 + 2x4 | L1=4x80KB L2=4x256KB L3=6MB | HD Graphics 2500 | Sì              | Sì              | No              | Sì              | Sì              | Sì              | Ivy Bridge      |
| Core i5-3550              | Aprile 2012      | 1155               | 4               | 3,3 GHz (3,7 GHz)     | 33x             | 22 nm 1.4 bil.  | ? V             | 77 W            | 2-DDR3 1600     | 100 MHz         | 5 GT/s          | 1x16, 2x8, 1x8 + 2x4 | L1=4x80KB L2=4x256KB L3=6MB | HD Graphics 2500 | Sì              | Sì              | No              | Sì              | Sì              | Sì              | Ivy Bridge      |
| Core i5-3570T             | Aprile 2012      | 1155               | 4               | 2,3 GHz (3,3 GHz)     | 23x             | 22 nm 1.4 bil.  | ? V             | 45 W            | 2-DDR3 1600     | 100 MHz         | 5 GT/s          | 1x16, 2x8, 1x8 + 2x4 | L1=4x80KB L2=4x256KB L3=6MB | HD Graphics 2500 | Sì              | Sì              | No              | Sì              | Sì              | Sì              | Ivy Bridge      |
| Core i5-3570S             | Giugno 2012      | 1155               | 4               | 3,1 GHz (3,8 GHz)     | 31x             | 22 nm 1.4 bil.  | ? V             | 65 W            | 2-DDR3 1600     | 100 MHz         | 5 GT/s          | 1x16, 2x8, 1x8 + 2x4 | L1=4x80KB L2=4x256KB L3=6MB | HD Graphics 2500 | Sì              | Sì              | No              | Sì              | Sì              | Sì              | Ivy Bridge      |
| Core i5-3570              | Giugno 2012      | 1155               | 4               | 3,4 GHz (3,8 GHz)     | 34x             | 22 nm 1.4 bil.  | ? V             | 77 W            | 2-DDR3 1600     | 100 MHz         | 5 GT/s          | 1x16, 2x8, 1x8 + 2x4 | L1=4x80KB L2=4x256KB L3=6MB | HD Graphics 2500 | Sì              | Sì              | No              | Sì              | Sì              | Sì              | Ivy Bridge      |
| Core i5-3570K             | Aprile 2012      | 1155               | 4               | 3,4 GHz (3,8 GHz)     | 34x             | 22 nm 1.4 bil.  | ? V             | 77 W            | 2-DDR3 1600     | 100 MHz         | 5 GT/s          | 1x16, 2x8, 1x8 + 2x4 | L1=4x80KB L2=4x256KB L3=6MB | HD Graphics 4000 | Sì              | Sì              | No              | Sì              | Sì              | Sì              | Ivy Bridge      |
| Core i5-4570              | Aprile 2013      | FCLGA1150          | 4               | 3,2 GHz (3,6 GHz)     |                 | 22 nm 1.4 bil.  | ? V             | 84 W            | 2-DDR3 1600     | 100 MHz         | 5 GT/s          | 1x16, 2x8, 1x8 + 2x4 | L1=4x80KB L2=4x256KB L3=6MB | HD Graphics 4600 | Sì              | Sì              | No              | Sì              | Sì              | Sì              | Haswell         |
| core i5-9600K             | 2018             |                    | 6               | 3.70 GHz (4.60 GHz)   |                 |                 |                 |                 | DDR4-2666       |                 | 8 GT/s          |                      |                             |                  |                 |                 |                 |                 |                 |                 |                 |
| Settore Mobile o Embedded |                  |                    |                 |                       |                 |                 |                 |                 |                 |                 |                 |                      |                             |                  |                 |                 |                 |                 |                 |                 |                 |
| Core i5-430UM             | Maggio 2010      | BGA-1288           | 2               | 1,2 GHz (1,73 GHz)    | 19x             | 32 nm 382 mil.  | 1,4 V           | 18 W            | 2-DDR3 1066     | 133 MHz         | 2,5 GT/s        | 1x16                 | L1=2x64KB L2=2x256KB L3=3MB | HD Graphics      | Sì              | Sì              | Si              | Sì              | Sì              | Sì              | Arrandale       |
| Core i5-430M              | Gennaio 2010     | Socket G1 BGA-1288 | 2               | 2,26 GHz (2,53 GHz)   | 17x             | 32 nm 382 mil.  | 1,4 V           | 35 W            | 2-DDR3 1066     | 133 MHz         | 2,5 GT/s        | 1x16                 | L1=2x64KB L2=2x256KB L3=3MB | HD Graphics      | Sì              | Sì              | Si              | Sì              | Sì              | Sì              | Arrandale       |
| Core i5-450M              | Giugno 2010      | Socket G1 BGA-1288 | 2               | 2,4 GHz (2,66 GHz)    | 18x             | 32 nm 382 mil.  | 1,4 V           | 35 W            | 2-DDR3 1066     | 133 MHz         | 2,5 GT/s        | 1x16                 | L1=2x64KB L2=2x256KB L3=3MB | HD Graphics      | Sì              | Sì              | Si              | Sì              | Sì              | Sì              | Arrandale       |
| Core i5-460M              | Settembre 2010   | Socket G1 BGA-1288 | 2               | 2,53 GHz (2,8 GHz)    | 19x             | 32 nm 382 mil.  | 1,4 V           | 35 W            | 2-DDR3 1066     | 133 MHz         | 2,5 GT/s        | 1x16                 | L1=2x64KB L2=2x256KB L3=3MB | HD Graphics      | Sì              | Sì              | Si              | Sì              | Sì              | Sì              | Arrandale       |
| Core i5-470UM             | Ottobre 2010     | BGA-1288           | 2               | 1,2 GHz (1,73 GHz)    | 9x              | 32 nm 382 mil.  | 1,4 V           | 18 W            | 2-DDR3 1066     | 133 MHz         | 2,5 GT/s        | 1x16                 | L1=2x64KB L2=2x256KB L3=3MB | HD Graphics      | Sì              | Sì              | Si              | Sì              | Sì              | Sì              | Arrandale       |
| Core i5-480M              | Gennaio 2011     | Socket G1 BGA-1288 | 2               | 2,66 GHz (2,933 GHz)  | 20x             | 32 nm 382 mil.  | 1,4 V           | 35 W            | 2-DDR3 1066     | 133 MHz         | 2,5 GT/s        | 1x16                 | L1=2x64KB L2=2x256KB L3=3MB | HD Graphics      | Sì              | Sì              | Si              | Sì              | Sì              | Sì              | Arrandale       |
| Core i5-520UM             | Gennaio 2010     | BGA-1288           | 2               | 1,066 GHz (1,866 GHz) | 8x              | 32 nm 382 mil.  | 1,4 V           | 18 W            | 2-DDR3 1066     | 133 MHz         | 2,5 GT/s        | 1x16                 | L1=2x64KB L2=2x256KB L3=3MB | HD Graphics      | Sì              | Sì              | Si              | Sì              | Sì              | Sì              | Arrandale       |
| Core i5-520E              | Gennaio 2010     | BGA-1288           | 2               | 2,4 GHz (2,933 GHz)   | 18x             | 32 nm 382 mil.  | 1,4 V           | 35 W            | 2-DDR3 1066     | 133 MHz         | 2,5 GT/s        | 1x16                 | L1=2x64KB L2=2x256KB L3=3MB | HD Graphics      | Sì              | Sì              | Si              | Sì              | Sì              | Sì              | Arrandale       |
| Core i5-520M              | Gennaio 2010     | Socket G1 BGA-1288 | 2               | 2,4 GHz (2,933 GHz)   | 18x             | 32 nm 382 mil.  | 1,4 V           | 35 W            | 2-DDR3 1066     | 133 MHz         | 2,5 GT/s        | 1x16                 | L1=2x64KB L2=2x256KB L3=3MB | HD Graphics      | Sì              | Sì              | Si              | Sì              | Sì              | Sì              | Arrandale       |
| Core i5-540UM             | Maggio 2010      | BGA-1288           | 2               | 1,2 GHz (2 GHz)       | 9x              | 32 nm 382 mil.  | 1,4 V           | 18 W            | 2-DDR3 1066     | 133 MHz         | 2,5 GT/s        | 1x16                 | L1=2x64KB L2=2x256KB L3=3MB | HD Graphics      | Sì              | Sì              | Si              | Sì              | Sì              | Sì              | Arrandale       |
| Core i5-540M              | Gennaio 2010     | Socket G1 BGA-1288 | 2               | 2,53 GHz (3,066 GHz)  | 19x             | 32 nm 382 mil.  | 1,4 V           | 35 W            | 2-DDR3 1066     | 133 MHz         | 2,5 GT/s        | 1x16                 | L1=2x64KB L2=2x256KB L3=3MB | HD Graphics      | Sì              | Sì              | Si              | Sì              | Sì              | Sì              | Arrandale       |
| Core i5-560UM             | Maggio 2010      | BGA-1288           | 2               | 1,33 GHz (2,13 GHz)   | 10x             | 32 nm 382 mil.  | 1,4 V           | 18 W            | 2-DDR3 1066     | 133 MHz         | 2,5 GT/s        | 1x16                 | L1=2x64KB L2=2x256KB L3=3MB | HD Graphics      | Sì              | Sì              | Si              | Sì              | Sì              | Sì              | Arrandale       |
| Core i5-560M              | Settembre 2010   | Socket G1 BGA-1288 | 2               | 2,66 GHz (3,2 GHz)    | 20x             | 32 nm 382 mil.  | 1,4 V           | 35 W            | 2-DDR3 1066     | 133 MHz         | 2,5 GT/s        | 1x16                 | L1=2x64KB L2=2x256KB L3=3MB | HD Graphics      | Sì              | Sì              | Si              | Sì              | Sì              | Sì              | Arrandale       |
| Core i5-580M              | Settembre 2010   | Socket G1 BGA-1288 | 2               | 2,66 GHz (3,33 GHz)   | 20x             | 32 nm 382 mil.  | 1,4 V           | 35 W            | 2-DDR3 1066     | 133 MHz         | 2,5 GT/s        | 1x16                 | L1=2x64KB L2=2x256KB L3=3MB | HD Graphics      | Sì              | Sì              | Si              | Sì              | Sì              | Sì              | Arrandale       |
| Core i5-2410M             | Febbraio 2011    | Socket G2 BGA-1023 | 2               | 2,2 GHz (2,9 GHz)     | 22x             | 32 nm 624 mil.  | 1,4 V           | 35 W            | 2-DDR3 1333     | 100 MHz         | 5 GT/s          | 1x16, 2x8, 1x8+2x4   | L1=2x64KB L2=2x256KB L3=3MB | HD Graphics 3000 | Sì              | Sì              | Si              | Sì              | Sì              | Sì              | Sandy Bridge    |
| Core i5-2415M             | Q1 2011          | Socket G2 BGA-1023 | 2               | 2,2 GHz (2,9 GHz)     | 22x             | 32 nm 624 mil.  | 1,4 V           | 35 W            | 2-DDR3 1333     | 100 MHz         | 5 GT/s          | 1x16, 2x8, 1x8+2x4   | L1=2x64KB L2=2x256KB L3=3MB | HD Graphics 3000 | Sì              | Sì              | Si              | Sì              | Sì              | Sì              | Sandy Bridge    |
| Core i5-2430M             | Ottobre 2011     | Socket G2 BGA-1023 | 2               | 2,4 GHz (3 GHz)       | 24x             | 32 nm 624 mil.  | 1,4 V           | 35 W            | 2-DDR3 1333     | 100 MHz         | 5 GT/s          | 1x16, 2x8, 1x8+2x4   | L1=2x64KB L2=2x256KB L3=3MB | HD Graphics 3000 | Sì              | Sì              | Si              | Sì              | Sì              | Sì              | Sandy Bridge    |
| Core i5-2435M             | Settembre 2011   | Socket G2 BGA-1023 | 2               | 2,4 GHz (3 GHz)       | 24x             | 32 nm 624 mil.  | 1,4 V           | 35 W            | 2-DDR3 1333     | 100 MHz         | 5 GT/s          | 1x16, 2x8, 1x8+2x4   | L1=2x64KB L2=2x256KB L3=3MB | HD Graphics 3000 | Sì              | Sì              | Si              | Sì              | Sì              | Sì              | Sandy Bridge    |
| Core i5-2450M             | Gennaio 2012     | Socket G2 BGA-1023 | 2               | 2,5 GHz (3,1 GHz)     | 31x             | 32 nm 624 mil.  | 1,4 V           | 35 W            | 2-DDR3 1333     | 100 MHz         | 5 GT/s          | 1x16, 2x8, 1x8+2x4   | L1=2x64KB L2=2x256KB L3=3MB | HD Graphics 3000 | Sì              | Sì              | Si              | Sì              | Sì              | Sì              | Sandy Bridge    |
| Core i5-2467UM            | Giugno 2011      | BGA-1023           | 2               | 1,6 GHz (2,3 GHz)     | 16x             | 32 nm 624 mil.  | 1,4 V           | 17 W            | 2-DDR3 1333     | 100 MHz         | 5 GT/s          | 1x16, 2x8, 1x8+2x4   | L1=2x64KB L2=2x256KB L3=3MB | HD Graphics 3000 | Sì              | Sì              | Si              | Sì              | Sì              | Sì              | Sandy Bridge    |
| Core i5-2510E             | Febbraio 2012    | Socket G2          | 2               | 2,5 GHz (3,1 GHz)     | 31x             | 32 nm 624 mil.  | 1,4 V           | 35 W            | 2-DDR3 1333     | 100 MHz         | 5 GT/s          | 1x16, 2x8, 1x8+2x4   | L1=2x64KB L2=2x256KB L3=3MB | HD Graphics 3000 | Sì              | Sì              | Si              | Sì              | Sì              | Sì              | Sandy Bridge    |
| Core i5-2515E             | Febbraio 2012    | BGA-1023           | 2               | 2,5 GHz (3,1 GHz)     | 31x             | 32 nm 624 mil.  | 1,4 V           | 35 W            | 2-DDR3 1333     | 100 MHz         | 5 GT/s          | 1x16, 2x8, 1x8+2x4   | L1=2x64KB L2=2x256KB L3=3MB | HD Graphics 3000 | Sì              | Sì              | Si              | Sì              | Sì              | Sì              | Sandy Bridge    |
| Core i5-2520M             | Febbraio 2012    | Socket G2 BGA-1023 | 2               | 2,5 GHz (3,2 GHz)     | 25x             | 32 nm 624 mil.  | 1,4 V           | 35 W            | 2-DDR3 1333     | 100 MHz         | 5 GT/s          | 1x16, 2x8, 1x8+2x4   | L1=2x64KB L2=2x256KB L3=3MB | HD Graphics 3000 | Sì              | Sì              | Si              | Sì              | Sì              | Sì              | Sandy Bridge    |
| Core i5-2537UM            | Febbraio 2012    | BGA-1023           | 2               | 1,4 GHz (2,3 GHz)     | 14x             | 32 nm 624 mil.  | 1,4 V           | 17 W            | 2-DDR3 1333     | 100 MHz         | 5 GT/s          | 1x16, 2x8, 1x8+2x4   | L1=2x64KB L2=2x256KB L3=3MB | HD Graphics 3000 | Sì              | Sì              | Si              | Sì              | Sì              | Sì              | Sandy Bridge    |
| Core i5-2540M             | Febbraio 2012    | Socket G2 BGA-1023 | 2               | 2,6 GHz (3,3 GHz)     | 26x             | 32 nm 624 mil.  | 1,4 V           | 35 W            | 2-DDR3 1333     | 100 MHz         | 5 GT/s          | 1x16, 2x8, 1x8+2x4   | L1=2x64KB L2=2x256KB L3=3MB | HD Graphics 3000 | Sì              | Sì              | Si              | Sì              | Sì              | Sì              | Sandy Bridge    |
| Core i5-2557UM            | Giugno 2011      | BGA-1023           | 2               | 1,7 GHz (2,7 GHz)     | 17x             | 32 nm 624 mil.  | 1,4 V           | 17 W            | 2-DDR3 1333     | 100 MHz         | 5 GT/s          | 1x16, 2x8, 1x8+2x4   | L1=2x64KB L2=2x256KB L3=3MB | HD Graphics 3000 | Sì              | Sì              | Si              | Sì              | Sì              | Sì              | Sandy Bridge    |

### Loghi

Il logo utilizzato al lancio del processore
Il logo adottato nel 2010
Il logo adottato per la gamma Sandy Bridge